# Facundo de la Viña
Facundo de la Viña (Gijón, 1877 - Madrid, 9 de novembre de 1952) fou un compositor asturià.
Va fer els estudis musicals al Conservatori de Madrid, on va cursar piano amb els mestres Zabalza i Tragó, i harmonia i composició amb Fontanilla, Fernández Grajal i Serrano, i va aconseguir primers premis en totes les assignatures. Acabada la carrera a Madrid, passà dos anys a París, on va rebre lliçons de Dukas. Consagrat sencerament a la composició des del seu retorn a Espanya el 1904, va escriure nombroses obres per a piano, per a cant i piano, poemes simfònics i òperes. A les primeres pertanyen:
- una sonata en sol;
- Palique;
- La fuente abandonada;
- Los sauces;
- Nostalgia;
- Brisa;
- Sueño de brujas;
- El regreso;
- Scherzo en mi.

Entre les melodies i figuren:
- Tres Doloras de Campoamor;
- Puesta de sol, amb lletra de José María Gabriel i Galán,
- A los muertos, amb lletra d'Enrique Diez Canedo
- Canción triste;
- vuit Madrigals;

Poemes simfònics:
- Canto de trilla;
- Juventud; obra premiada pel Circulo de Bellas Artes de Madrid i en els concursos de l'Estat.
- Hero y Leandro; obra premiada pel Circulo de Bellas Artes de Madrid i en els concursos de l'Estat.
- Judith;
- Sierra de Gredos;
- Por tierras de Castilla;
- A los héroes del mar.

Obra dramàtica:
- Hechizo romántico, òpera en tres actes, premiada en els concursos de l'Estat.
- Almas muertas, òpera en un acte, premiada pel Circulo de Bellas Artes de Madrid.
- La espigadora, premiada amb el primer premi en el concurs obert el 1926 per l'empresa del Gran Teatre del Liceu de Barcelona, i que fou presentada l'hivern següent amb gran èxit de crítica i públic en aquell teatre.

## Anàlisi tècnica
Deien els crítics de Facundo de la Viña
| « | <és un temperament fons i sincerament artístic. La seva invenció melòdica sempre és expressiva, sempre noble, sempre espontània. La vestidura orquestral, sempre acomodada a l'indole de la idea, s'ajusta a ella com per acusar les seves línies sense vans intents de disfressar-la amb la seva pompa. I encara que la Viña coneix profundament tots els procediments de la moderna orquestració i els practica amb un domini absolut de la seva tècnica, mai se'l veu perseguir l'enganyós fantasma del rar i pintoresc, que sempre és prenda segura d'èxits sorollosos, encara que més tard resulti efímer, sinó més bé procura constantment aprofundir en el que està inspirat pel sentiment, únic venero de l'art que fa les obres verdaderament estimables i duradores.> | » |